# Iakub Kolas
Iakub Kolas (en belarús Яку́б Ко́лас; Jakub Kołas segons la transliteració en łacinka), transcrit també amb les formes Jakub Kolas o Yakub Kolas (Akíntxitsi, 3 de novembre de 1882 – Minsk, 13 d'agost de 1956), de nom real Kanstantsín Mikhàilavitx Mitskièvitx (Канстанці́н Міха́йлавіч Міцке́віч), fou un escriptor belarús, Poeta del Poble de l'RSS de Belarús (1926) i membre (1928) i vicepresident (des de 1929) de l'Acadèmia de Ciències de Belarús.

En les seves obres Kolas destaca per la seva simpatia cap als camperols belarussos, la qual cosa està patent en el seu pseudònim "Kolas", que significa "espiga de cereal" en belarús. Va escriure les col·leccions de poemes Cançons de captivitat (1908) i Cançons de dol (Песьні-жальбы, 1910), els poemes La nova terra (Новая зямля, 1923) i Simó el músic (Сымон-музыка, 1925), i també històries i obres de teatre. El poema La cabanya del pescador (Рыбакова хата, 1947) tracta la lluita posterior a la unificació de Belarús amb la Unió Soviètica. D'altra banda, la seva trilogia En un encreuament de camins (1954) tracta de la vida prerevolucionària dels camperols del país i la intel·lectualitat democràtica. Va ser guardonat amb un 1r Premi Estatal de l'URSS (anomenat Premi Stalin) l'any 1946 i amb un 2n el 1949 per 'La cabanya del pescador' (Рыбакова хата).
Va morir el 13 d'agost de 1956 al seu escriptori; el seu cos descansa al Cementiri Militar de Minsk.

## Obres destacades
Algunes de les seves obres més destacades són:
- Nóvaia ziàmlia (Новая зямля, 'La nova terra', 1923)[1]
- Simon-múzika (Сымон-музыка, 'Simó, el músic', 1925)[1]
- Na prastórakh jítsia (На прасторах жыцця, 'Els amples espais de la vida', 1926)[1]
- U púixtxakh Palièssia (У пушчах Палесся, 'Al fons de la Polèsia', 1937)[1]
- Vainà vainiè (Вайна вайне, 'Guerra a la guerra', 1938)[1]